# Alte Naufahrt
Alte Naufahrt är ett vattendrag i Österrike.   Det ligger i förbundslandet Niederösterreich, i den nordöstra delen av landet, 22 kilometer nordväst om huvudstaden Wien.
I omgivningarna runt Alte Naufahrt växer i huvudsak blandskog. Runt Alte Naufahrt är det ganska tätbefolkat, med 149 invånare per kvadratkilometer.